# Канин
Полуостров Ка̀нин (на руски: Канин полуостров) е полуостров в северната част на Европейска Русия. Отделя северната част на Бяло море на запад от плитководния залив Чешка губа на Баренцово море на изток. Площ около 10,5 хил.km2.
В разширената му северна част от северозапад на югоизток е разположено платообразното възвишение Канин Камен (височина до 242 m), изградено от кристалинни шисти. На северозапад възвишението завършва със скалистия нос Канин Нос, а на югоизток – с нос Микулкин. Останалата част от полуострова представлява еднообразна, плоска, низинна и заблатена тундрова равнина, изградена от преработени ледникови и морски наслаги с отделни моренни хълмове с височина 70 – 80 m. Във водите около полуострова се извършва промишлен риболов и улов на морски животни.